# Catedral de Nuestra Señora de la Asunción (Entrevaux)
La catedral de Nuestra Señora de la Asunción de Entrevaux o simplemente catedral de Entrevaux (en francés: Cathédrale Notre-Dame-de-l'Assomption d'Entrevaux) es una iglesia católica y antigua catedral en Glandèves, Francia. Fue la sede de los obispos de Glandèves, que trasladaron su residencia principal a Entrevaux a principios del siglo XVII. El edificio sirvió como catedral desde 1624 a 1790, conocido en ese entonces con el nombre de la diócesis como la catedral de Glandèves. Ahora es una iglesia parroquial.
La catedral fue clasificada en el título de los monumento histórico de Francia en 1996.

## Historia
El sitio de la antigua ciudad de Glandèves, donde estuvo la sede de los obispos había sido establecido desde el final del Imperio Romano, era inseguro, y la población se trasladó en el siglo XI a Entrevaux, que era más fácil de defender. Sin embargo, la catedral de Glandèves y el establecimiento del obispo permanecieron en el antiguo sitio hasta 1603.
En 1604 el obispo Octave Isnard decidió construir una nueva catedral en Entrevaux.  La construcción duró de 1609 a 1630, la decoración se completó en la década de 1650 y el campanario en la década de 1660. Fue probablemente consagrada en 1627. Se registró como un monumento histórico el 27 de junio de 1966.

## Véase también

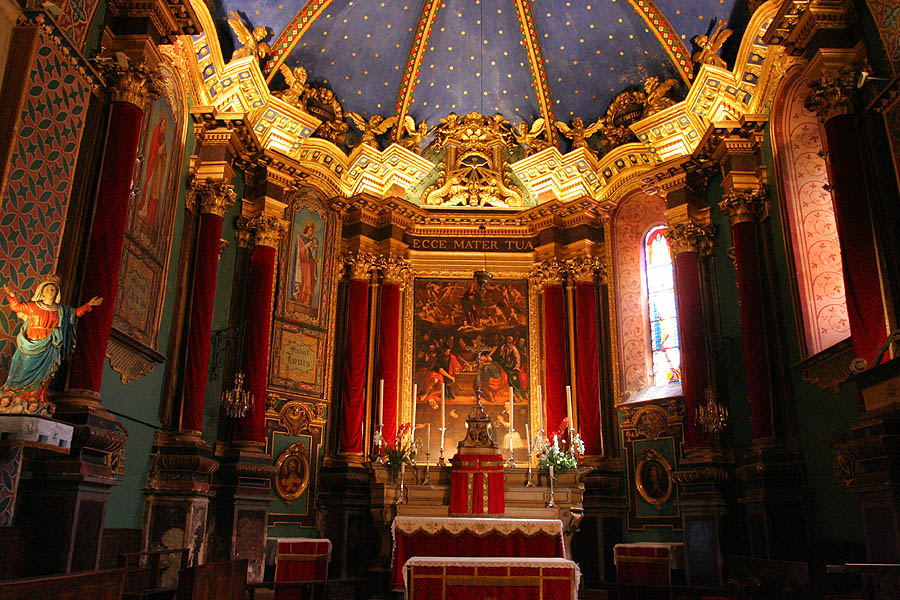
Vista interna